# Markovnikovs regel
I organisk kemi beskriver Markovnikovs regel eller Markownikoffs regel resultatet af en additionsreaktion og siger, at et hydrogenatom primært vil sætte sig på det carbonatom, som i forvejen har flest hydrogenatomer bundet til sig. Reglen blev formuleret af den russiske kemiker Vladimir Vasilevich Markovnikov i 1870.

## Forklaring
Reglen siger, at ved addition af en protisk syre HX til en assymetrisk alken vil syrens hydrogen (H) sætte sig på det carbon med færrest alkylsubstituenter og halidet (X) sætter sig på det carbon med flest alkylsubstituenter. Alternativt siger reglen, at hydrogenatomet vil sætte sig på carbonet med det største antal hydrogenatomer i forvejen og X-specien vil sætte sig på det carbon med færrest hydrogenatomer.
Det samme er sandt, når en alken reagerer med vand i en additionsreaktion for at danne en alkohol som involverer carbocationer. Hydroxylgruppen (OH) binder til det carbon, der har det største antal carbon-carbonbindinger, men hydrogenet binder til det andet carbon i den anden ende af dobbeltbindingen som har flest carbon-hydrogenbindinger.
Den kemiske baggrund for Markovikivs Regel er dannelse af den mest stabile carbocation under additionsprocessen. Tilførslen af hydrogen-ionen til det ene carbonatom i en alken danner et positiv ladning på det andet carbon, og danner dermed et carbocation intermediat. Jo flere substitueret carbocationen (jo flere binding den har til carbon eller til elektrondonerende substituenter) jo mere stabil er den, på grund af induktiv effekt og hyperkonjugering. Det primære produkt ved additionsreaktionen vil være den der dannes fra det mest stabile intermediate. Det primære produkt ved addition af HX (hvor X er et atom mere elektronegativt end H) til en alken, har derfor hydrogen på den mindst substituerede position og X på den mest substituerede plads. Dog vil den mindre substituerede, mindre stabile carbocation stadig blive dannet i nogen grad, og vil fortsætte med at danne den sekundære produkt, hvor X sidder på den omvendte position.

## Anti-Markovnikov
Der findes også anti-Markovnikov addition.